# Claudia Giordani
Claudia Giordani, född 27 oktober 1955, är en italiensk före detta alpin skidåkare.
Giordani blev olympisk silvermedaljör i slalom vid vinterspelen 1976 i Innsbruck.